# Postojna
Postójna (izgovarjava [pɔˈstoːi̯na] (), v Postojni; nemško Adelsberg, italijansko Postumia) je upravno središče občine Postojna ter največje mesto oziroma najpomembnejše prometno in geografsko središče zgodovinske pokrajine Notranjske.
Mestno naselje z dobrimi 10.000 prebivalci leži na položnem pobočju nad dnom vzhodnega dela Spodnje Pivke, pod južnim robom Postojnskih vrat (612 m), kjer je najzložnejši prehod iz notranjosti Slovenije proti morju. Tod vodijo stara (regionalna) cesta, avtocesta in železnica iz smeri Ljubljane, ki je oddaljena 48 kilometrov.
V Postojni je Notranjski muzej s stalno razstavo Muzej krasa, Knjižnica Bena Zupančiča ter Kulturni dom Postojna s prireditveno dvorano, pri kateri je urejena tudi rekonstrukcija delovne sobe Lojza Kraigherja. V Postojni ima sedež Inštitut za raziskovanje krasa, enota ZRC SAZU, v povezavi med njim in Univerzo v Novi Gorici poteka v Postojni študij krasoslovja. V Postojni je od leta 2002 tudi sedež Mednarodne speleološke zveze, od 2014 pa še Krasoslovno študijsko središče Unesca (kot prvo te vrste v Sloveniji).
Postojna je poleg starega mestnega jedra, obkroženega z novejšimi pozidavami, sestavljena še iz predelov Kozarje, Zalog, Kremenca, Železniška postaja, Goričica, Mala Fužina, na severu pa Vojašnica barona Andreja Čehovina. K Postojni spadata še zaselka Ravbarkomanda in Mačkovec, oba na območju Postojnskih vrat. V bližini mesta sta še Stara vas na jugu in Veliki otok v bližini Postojnske jame.
Ker je na območju veliko gozdov, se je razvila lesna, pozneje pa tudi strojna in živilska industrija. Pomembna panoga je turizem. Na severnih pobočjih Javornikov, vzhodno od mesta, je smučarsko središče Kalič, ki pa že več let ne obratuje, južno od avtoceste pa je športno letališče. Postojna je tudi izobraževalno središče s Šolskim centrom, ki vključuje gimnazijo, ekonomsko in strojno šolo ter višjo strokovno šolo (izvaja mdr. program gozdarstva in lovstva), Srednja gozdarska in lesarska šola, Glasbena šola, upravno središče (upravna enota, sodišče, policijska uprava) ter trgovsko in zdravstveno (zdravstveni dom, Bolnišnica za ženske bolezni in porodništvo Postojna) ter veterinarsko (Bolnica za živali Postojna) središče. V mestu sta župnijska cerkev sv. Štefana in na pokopališču podružnična cerkev sv. Lazarja. Neprofitni Zavod Znanje Postojna vključuje Notranjski muzej, ljudsko univerzo, Kulturni dom, športni center ter Turistično informacijski center Postojna z Galerijo. V Postojni je tudi Večgeneracijski center Točka moči. 

## Zgodovina
V bližini je znamenita paleolitska postojanka Betalov spodmol. Iz rimskega časa sta znana utrdba na Soviču in rimske najdbe ob trasi avtoceste. Staro jedro naselja Majlont, je nastalo pod hribom Sovičem (677 m), kjer so še ohranjene ruševine srednjeveškega gradu. Kraj je dobil ime po belorepcu ali postójni (Haliaeetus albicilla), ki je gnezdil na bližnjem Soviču; zato je ta motiv tudi v postojnskem grbu. Postojna se prvič omenja leta 1226, kot trg pa leta 1432. V 16. stoletju so do sem večkrat prišli Turki. V času furmanstva se je naselje razširilo ob sedanjima Tržaški in Ljubljanski cesti, po zgraditvi železnice leta 1857 pa tudi proti železniški postaji. Ko je leta 1689 pogorel grad na Soviču, je tam, kjer je danes Titov trg, zrasla Spodnja graščina. V njej je bilo dolgo sodišče, zdaj pa je tam Inštitut za raziskovanje krasa Znanstveno-raziskovalnega centra SAZU. Leta 1810 je kraj dobil gimnazijo, leta 1851 pa tiskarno, ki jo je odkupil Maks Šeber. Leta 1909 je Postojna postala mesto. Zaradi ugodne prometne lege, lege ob nekdanji jugoslovansko-italijanski meji in turizma je postala pomembno pokrajinsko središče. Hitro rast je doživela med svetovnima vojnama, ko je spadala k Italiji. Italijani so na zgornjem koncu mesta zgradili vojašnice. Po drugi svetovni vojni se je mesto z velikimi stanovanjskimi bloki razširilo predvsem proti vzhodu v Kidričevo naselje na Kremenco. Širjenje se je tu ustavilo ob avtocesti Ljubljana-Razdrto.

## Geografija
Mesto leži na stiku apnenca in fliša. Fliš je omejen na dno Pivške kotline. Vode, ki tečejo po njem, se izlivajo v reko Nanoščico, sem pa z Zgornje Pivke priteče tudi reka Pivka. Oba vodotoka se združita in kot Pivka pod Postojno ponikneta v znameniti, za turistični obisk urejeni Postojnski jami. Podzemnemu toku je mogoče slediti še v Črni in Pivki jami, potem pa reka skozi neprehodne sifone odteka v Planinsko jamo.

## Gospodarstvo
Večja podjetja v Postojni so: Postojnska jama d.d, Gozdno gospodarstvo Postojna (GGP) d.d., UNIKA TTI d.o.o., Liv Postojna (Fluidmaster d.o.o.), Batagel & CO. d.o.o, PVC Nagode d.o.o., Komus d.o.o., Kovod d.o.o., Sawal d.o.o., Pekarna Jure (Vopex d.o.o).

## Postojnska jama
Največja znamenitost Postojne je Postojnska jama. Poznali in obiskovali so jo že v srednjem veku, o čemer pričajo podpisi iz 13. stoletja v Rovu starih podpisov. V Valvasorjevem času so obiskovalce vodili tudi v Črno jamo. Del jame, ki je danes turistično urejen, je leta 1818 odkril jamski vodnik Luka Čeč. V Postojni je delovala posebna jamska komisija, ki je skrbela za vodenje po jami, pa tudi za razvoj turizma nasploh. Število obiskovalcev je stalno naraščalo, samo leta 1985 si je jamo ogledalo 942.258 turistov, njihovo skupno število pa je do leta 1987 preseglo 23 milijonov. Zaradi nestabilnih političnih razmer, razpada Jugoslavije in vojne leta 1991 se je število obiskovalcev močno zmanjšalo, nato pa spet začelo rasti. Do danes je jamo obiskalo preko 34 milijonov ljudi.

## Znane osebnosti, rojene v Postojni
- Luka Čeč (1785–1836)
- Alojz Kraigher (1877–1959)
- Leonid Pitamic (1885–1971)
- Aleksander Trušnovič (1893–1954)
- Vilko Ukmar (1905–1991)
- Sergej Pahor (1930–2006)
- Alojz Srebotnjak (1931–2010)
- Erik Lovko (1953–2009)
- Iztok Mlakar (*1961)
- Peter Šavli (*1961)
- Borut Pahor (*1963)
- Rajmond Debevec (*1963)